# Ashworth-Gletscher
Der Ashworth-Gletscher ist ein Gletscher mit scharf abgegrenzten Flanken in der antarktischen Ross Dependency. Er fließt in westlicher Richtung von der Supporters Range in den Mill-Gletscher, den er 5 km nördlich des Mount Iveagh erreicht.
Das Advisory Committee on Antarctic Names benannte ihn 2007 nach Allan Charles Ashworth, Professor für Paläontologie und Stratigraphie von der North Dakota State University, Entdecker der bisher einzig bekannten Fossilien von Fliegen und Käfern in Antarktika in der nahegelegenen Dominion Range.